# Adolf Mutzenbecher

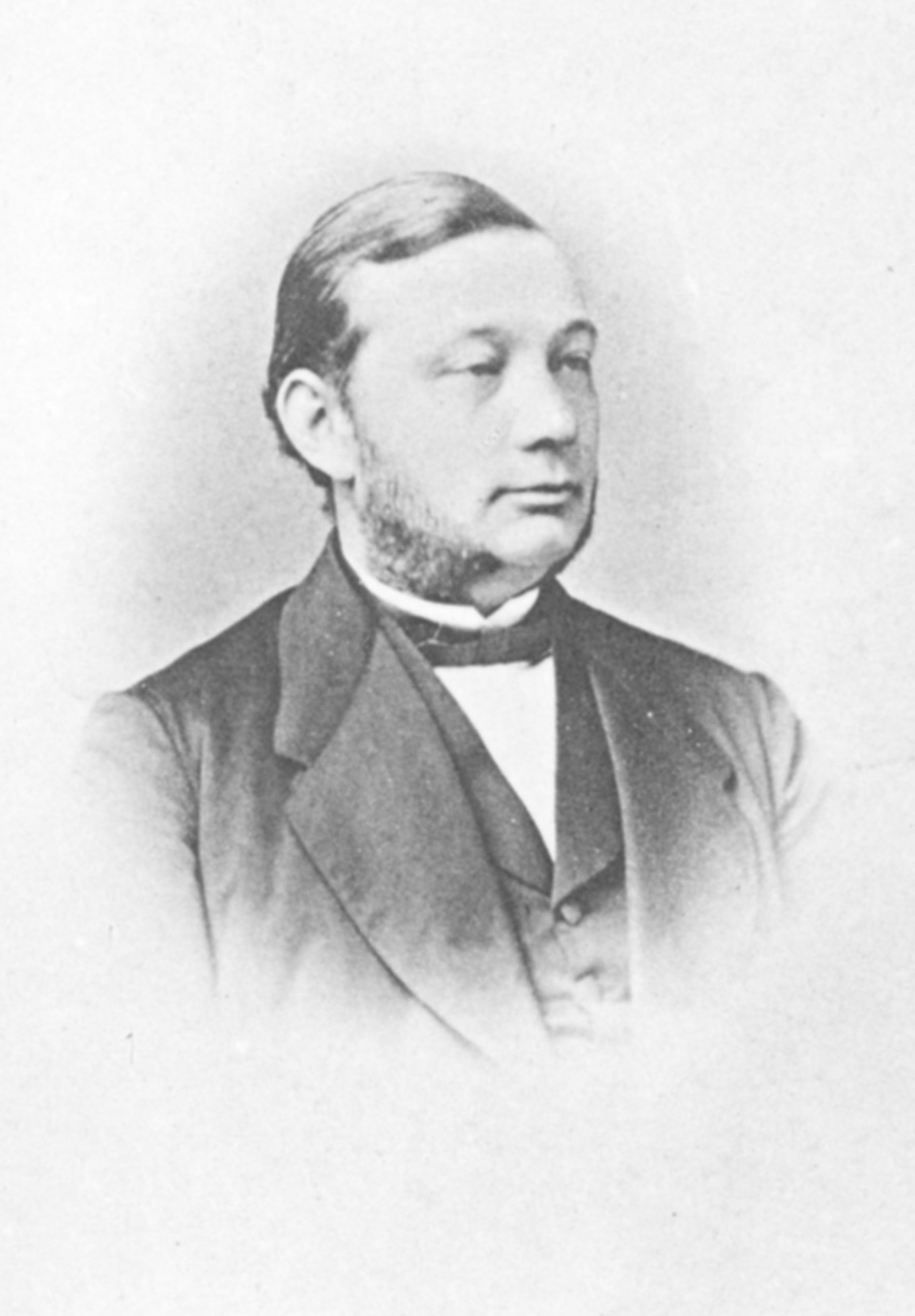
Adolf Mutzenbecher

Ernst Friedrich Adolf Mutzenbecher, auch Adolph (* 19. Mai 1834 in Oldenburg; † 9. März 1896 in Eutin) war ein deutscher Verwaltungsjurist und Regierungspräsident für das Fürstentum Lübeck im Großherzogtum Oldenburg. 

## Leben
Adolf Mutzenbecher stammte aus dem oldenburgischen Zweig der hamburgischen Kaufmannsfamilie Mutzenbecher und war ein Sohn des oldenburgischen Regierungspräsidenten Friedrich Mutzenbecher. Wilhelm Mutzenbecher war sein älterer Bruder. Er besuchte das Gymnasium Oldenburg bis zum Abitur 1855 und studierte bis 1858 Rechtswissenschaften an den Universitäten Heidelberg, Berlin und Göttingen. Nach Abschluss seines Studiums trat er in den oldenburgischen Staatsdienst ein. Er war zunächst in der Ministerialkanzlei tätig und wurde 1867 mit der Verwaltung des Amtes Wildeshausen beauftragt. 1869 ging er in das Departement des Inneren bei der Regierung in Oldenburg.
1871 wurde er Regierungsassessor bei der Regierung des Fürstentums Lübeck in Eutin. Nach einer erneuten Verwendung im Departement des Innern ab 1881 wurde er am 1. Mai 1891 zum Regierungspräsidenten in Eutin ernannt. Dieses Amt hatte er bis zu seinem Tod inne.
Er blieb unverheiratet.

## Auszeichnungen
- Oldenburgischer Haus- und Verdienstorden des Herzogs Peter Friedrich Ludwig
  - 1881 Ritterkreuz II. Klasse
  - 1885 Ehren-Ritterkreuz I. Klasse
  - 1893 Kapitular-Ritter
  - 1894 Ehren-Komturkreuz